# Клей-Спрингс
Клей-Спрингс (англ. Clay Springs) — переписна місцевість (CDP) в США, в окрузі Навахо штату Аризона. Населення — 331 особа (2020).

## Географія
Клей-Спрингс розташований за координатами 34°21′33″ пн. ш. 110°18′16″ зх. д. / 34.35917° пн. ш. 110.30444° зх. д. (34.359259, -110.304334).  За даними Бюро перепису населення США в 2010 році переписна місцевість мала площу 7,37 км², уся площа — суходіл.

### Клімат
| Клімат : Клей-Спрингс                    | Клімат : Клей-Спрингс | Клімат : Клей-Спрингс | Клімат : Клей-Спрингс | Клімат : Клей-Спрингс | Клімат : Клей-Спрингс | Клімат : Клей-Спрингс | Клімат : Клей-Спрингс | Клімат : Клей-Спрингс | Клімат : Клей-Спрингс | Клімат : Клей-Спрингс | Клімат : Клей-Спрингс | Клімат : Клей-Спрингс | Клімат : Клей-Спрингс |
| Показник                                 | Січ.                  | Лют.                  | Бер.                  | Квіт.                 | Трав.                 | Черв.                 | Лип.                  | Серп.                 | Вер.                  | Жовт.                 | Лист.                 | Груд.                 | Рік                   |
| Абсолютний максимум, °C                  | 20,0                  | 22,2                  | 23,3                  | 27,8                  | 32,2                  | 37,8                  | 36,1                  | 35,0                  | 32,2                  | 31,7                  | 25,6                  | 20,0                  | 37,8                  |
| Середній максимум, °C                    | 7,4                   | 10,0                  | 12,7                  | 17,9                  | 22,3                  | 28,7                  | 30,2                  | 28,6                  | 25,1                  | 19,6                  | 12,9                  | 8,7                   | 18,7                  |
| Середній мінімум, °C                     | −7,4                  | −6,2                  | −3,1                  | −0,8                  | 2,8                   | 8,5                   | 12,5                  | 12,3                  | 7,8                   | 1,9                   | −3,5                  | −7,2                  | 1,4                   |
| Абсолютний мінімум, °C                   | −27,2                 | −26,1                 | −18,9                 | −11,7                 | −10,6                 | −2,2                  | 1,1                   | 4,4                   | −3,3                  | −12,2                 | −29,4                 | −30                   | −30                   |
| Норма опадів, мм                         | 34                    | 34                    | 49                    | 15                    | 24                    | 8                     | 58                    | 59                    | 53                    | 41                    | 42                    | 37                    | 454                   |
| Днів з опадами                           | 6                     | 5                     | 8                     | 4                     | 4                     | 2                     | 9                     | 9                     | 6                     | 4                     | 5                     | 5                     | 67,0                  |
| ---------------------------------------- | --------------------- | --------------------- | --------------------- | --------------------- | --------------------- | --------------------- | --------------------- | --------------------- | --------------------- | --------------------- | --------------------- | --------------------- | --------------------- |
| Джерело: Western Regional Climate Center |                       |                       |                       |                       |                       |                       |                       |                       |                       |                       |                       |                       |                       |

## Демографія
Згідно з переписом 2010 року, у переписній місцевості мешкала 401 особа в 124 домогосподарствах у складі 91 родини. Густота населення становила 54 особи/км².  Було 164 помешкання (22/км²).
Расовий склад населення:
| - 91,5 % — білих - 1,2 % — корінних американців - 0,2 % — азіатів - 2,2 % — осіб інших рас |

До двох чи більше рас належало 4,7 %. Частка іспаномовних становила 6,7 % від усіх жителів.
За віковим діапазоном населення розподілялося таким чином: 36,9 % — особи молодші 18 років, 49,9 % — особи у віці 18—64 років, 13,2 % — особи у віці 65 років та старші. Медіана віку мешканця становила 31,8 року. На 100 осіб жіночої статі у переписній місцевості припадало 108,9 чоловіків;  на 100 жінок у віці від 18 років та старших — 100,8 чоловіків також старших 18 років.
За межею бідності перебувало 67,2 % осіб, у тому числі 69,1 % дітей у віці до 18 років та 100,0 % осіб у віці 65 років та старших.
Цивільне працевлаштоване населення становило 62 особи. Основні галузі зайнятості: роздрібна торгівля — 51,6 %, будівництво — 25,8 %.